# Anna N. Zytkow
Anna Nikola Żytkow, född 21 februari 1947, är en polsk astrofysiker.
Hon var verksam vid Universitetet i Cambridge.
Minor Planet Center listar henne som A. Zytkow och som upptäckare av sju asteroider.

## Asteroider upptäckta av Anna N. Zytkow
| 8012 1990 HO3 [A]                      | 29 april 1990 |
| 8361 1990 JN1 [A]                      | 1 maj 1990    |
| 15810 Arawn [A]                        | 12 maj 1994   |
| 16684 1994 JQ1 [A]                     | 11 maj 1994   |
| 48443 1990 HY5 [A]                     | 29 april 1990 |
| 58165 1990 HQ5 [A]                     | 29 april 1990 |
| 73682 1990 HU5 [A]                     | 29 april 1990 |
| Upptäckt tillsammans med: A Mike Irwin |               |